# Уравнение Фоккера — Планка

Эволюция функции плотности вероятности согласно уравнению Фоккера — Планка.

Уравнение Фоккера — Планка — одно из дифференциальных уравнений в частных производных, описывает временну́ю эволюцию функции плотности вероятности координат и импульса частиц в процессах, где важна стохастическая природа явления. Названо в честь нидерландского и немецкого физиков Адриана Фоккера и Макса Планка, также известно как прямое уравнение Колмогорова. Может быть обобщено на другие измеримые параметры: размер (в теории коалесценции), масса и т. д.

## Определение
Впервые уравнение было использовано для статистического описания броуновского движения частиц в воде. Хотя броуновское движение описывается уравнениями Ланжевена, которые могут быть решены численно методом Монте-Карло или методами молекулярной динамики, задачу в такой постановке часто трудно решить аналитически. И, вместо сложных численных схем, можно ввести функцию плотности вероятности {\displaystyle W(\mathbf {v} ,\;t)}, описывающую вероятность того, что частица имеет скорость в интервале {\displaystyle (\mathbf {v} ,\;\mathbf {v} +d\mathbf {v} )}, если в момент времени 0 она имела начальную скорость {\displaystyle \mathbf {v} _{0}}, и записать для {\displaystyle W(\mathbf {v} ,\;t)} уравнения Фоккера — Планка.
Общая форма уравнения Фоккера — Планка для {\displaystyle N} переменных:
{\displaystyle {\frac {\partial W}{\partial t}}=\left[-\sum _{i=1}^{N}{\frac {\partial }{\partial x_{i}}}D_{i}^{1}(x_{1},\;\ldots ,\;x_{N})+\sum _{i=1}^{N}\sum _{j=1}^{N}{\frac {\partial ^{2}}{\partial x_{i}\partial x_{j}}}D_{ij}^{2}(x_{1},\;\ldots ,\;x_{N})\right]W,}
где {\displaystyle D^{1}} — вектор сноса и {\displaystyle D^{2}} — тензор диффузии, причём диффузия вызвана действием сил стохастической природы.

## Связь со стохастическими дифференциальными уравнениями
Уравнение Фоккера — Планка может быть использовано для расчёта плотности вероятности в стохастических дифференциальных уравнениях. Рассмотрим следующее стохастическое дифференциальное уравнение
{\displaystyle d\mathbf {X} _{t}={\boldsymbol {\mu }}(\mathbf {X} _{t},\;t)\,dt+{\boldsymbol {\sigma }}(\mathbf {X} _{t},\;t)\,d\mathbf {B} _{t},}
где {\displaystyle \mathbf {X} _{t}\in \mathbb {R} ^{N}} — функция состояния системы, а {\displaystyle \mathbf {B} _{t}\in \mathbb {R} ^{M}} — стандартное {\displaystyle N}-мерное броуновское движение. Если начальное распределение задано как {\displaystyle \mathbf {X} _{0}\sim W(\mathbf {x} ,\;0)}, то плотность вероятности {\displaystyle W(\mathbf {x} ,\;t)} состояния системы {\displaystyle \mathbf {X} _{t}} является решением уравнения Фоккера — Планка со следующими выражениями для сноса и диффузии соответственно:
{\displaystyle D_{i}^{1}(\mathbf {x} ,\;t)=\mu _{i}(\mathbf {x} ,\;t),}
{\displaystyle D_{ij}^{2}(\mathbf {x} ,\;t)={\frac {1}{2}}\sum _{k}\sigma _{ik}(\mathbf {x} ,\;t)\sigma _{jk}(\mathbf {x} ,\;t).}

### Пример
Стандартное скалярное уравнение броуновского движения генерируется следующим стохастическим дифференциальным уравнением:
{\displaystyle \mathrm {d} X_{t}=\mathrm {d} B_{t}.\ }
Здесь скорость сноса равна нулю и коэффициент диффузии равен 1/2, следовательно, соответствующее уравнение Фоккера — Планка выглядит так:
{\displaystyle {\frac {\partial W(x,\;t)}{\partial t}}={\frac {1}{2}}{\frac {\partial ^{2}W(x,\;t)}{\partial x^{2}}},}
это простейшая форма одномерного уравнения диффузии (теплопереноса).

## Уравнение Фоккера — Планка в одномерном случае
В одномерном случае УФП приобретает вид:
{\displaystyle {\frac {\partial f}{\partial t}}=-{\frac {\partial }{\partial x}}(A(x,\;t)f(x,\;t))+{\frac {\partial }{\partial x}}\left({\frac {B(x,\;t)}{2}}{\frac {\partial }{\partial x}}f(x,\;t)\right).}
УФП справедливо для условной плотности вероятности:
{\displaystyle f(x,\;t)=p(x,\;t|x_{0},\;t_{0}),} (то есть значение функции {\displaystyle f(x,\;t)} вероятностно попадает в плоскость, образованную пространственной осью {\displaystyle x\ } и временно́й осью {\displaystyle t\ }, в интервалы {\displaystyle x-x_{0}\ } и {\displaystyle t-t_{0}\ } соответственно) при любом начальном значении {\displaystyle x_{0}\ } и {\displaystyle t_{0}\ } и начальном условии {\displaystyle p(x,\;t_{0}|x_{0},\;t_{0})=\delta (x-x_{0})}, где {\displaystyle \delta (x-x_{0})\ } — функция Дирака.
Это условие гласит, что в один и тот же момент времени {\displaystyle t_{0}\ } функция претерпевает скачок. Если пространственные координаты равны, то функция устремляется в бесконечность. Поэтому, в силу ограниченности функции, необходимо использовать определение единовременной плотности вероятности
{\displaystyle p(x,\;t)=\int p(x,\;t;\;x_{0},\;t_{0})\,dx_{0}=\int p(x,\;t|x_{0},\;t_{0})p(x_{0},t_{0})\,dx_{0}.}
Тогда, УФП справедливо для вероятности {\displaystyle p(x,\;t)} с начальным условием
{\displaystyle p(x,\;t)|_{t=t_{0}}=p(x,\;t_{0})}, которое менее сингулярно, чем {\displaystyle p(x,\;t_{0}|x_{0},\;t_{0})=\delta (x-x_{0})}. Стохастический процесс, описываемый условной вероятностью, удовлетворяющий УФП, эквивалентен СДУ Ито
{\displaystyle dx(t)=A(x(t),\;t)\,dt+{\sqrt {B(x(t),\;t)}}\,dW(t)}
и что эти два описания должны рассматриваться как взаимно дополняющие друг друга.

## Вывод
Первый согласованный вывод уравнения Фоккера — Планка на основе точной микроскопической динамики для классических и квантовых систем выполнен Н. Н. Боголюбовым и Н. М. Крыловым (переиздано в).